# Ácidos de letras
Ácidos de letras são compostos químicos derivados de substituições em naftaleno, utilizados na síntese orgânica na indústria química, especialmente de corantes azoicos. Cada letra significa uma certa distribuição dos grupos químicos ao redor da molécula de naftaleno. A terminologia ácido advém de serem derivados contendo o grupo ácido sulfônico, devido a este grupo propiciar uma maior solubilidade em água. São apresentados comercialmente também na forma de sais de sódio.
A introdução desta família de compostos químicos na indústria fez crescer tremendamente a variedade de corantes.

## Exemplos
O ácido G, de onde deriva o corante orange G, ácido 1-amino-2-naftol-6,8-dissulfônico, foi introduzido em 1916.
O ácido H é o ácido 1-amino-8-hidroxi-naftaleno-3,6-dissulfônico, um derivado do 2-naftol, introduzido na indústria em 1915.
O ácido sulfo C,  o ácido  2-naftilamino-4,6,8-trissulfônico.
O ácido J, ácido 2-amino-5-naftol-7-sulfônico, que possui os derivados ácido sulfo J, ácido 2-amino-5-naftol-1-7-dissulfônico, os derivados N-benzoil, N-metil, N-fenil, N-acetil e ácido R.W. ou diácido J.
O ácido K, ácido 2-naftilamina-3,6,8-trissulfônico ou ácido 2-Amino-3,6,8-naftalenotrissulfônico.
O ácido R, ácido 2-naftol-3,6-dissulfônico, de fórmula HOC10H5(SO3H)2, comercializado na forma de seu sal de sódio, C10H6Na2O7S2, foi introduzido em 1916.
O chamado ácido de Neville-Winther, ácido 4-hidroxi-1-naftalenessulfônico, também é classificado na indústria como um "ácido de letra", e também foi introduzido em 1916.